# San Fiz (Chandreja de Queija)
San Fiz es un lugar español situado en la parroquia de Cadeliña, del municipio de Chandreja de Queija, en la provincia de Orense, Galicia.

## Demografía
| Gráfica de evolución demográfica de San Fiz entre 2000 y 2022 |
|                                                               |
| Datos según el nomenclátor publicado por el INE.              |